# Попис становништва 1981. у СФРЈ
Попис становништва, домаћинстава и станова 1981. у СФРЈ је обавио Савезне завод за статистику СФРЈ 31. марта 1981. године. Пописница, образац је садржавао 27 питање за свако лице и Упитник за стан и домаћинство са упутством за попуњавање. Овај попис је пети послератни попис и обављен је редовно на сваких десет година на почетку деценије.

## Занимљивост
За 9. питање које је гласило ПРИПАДНОСТ НАРОДУ, НАРОДНОСТИ ИЛИ ЕТНИЧКОЈ ГРУПИ упутство је гласило
Према члану 170. Устава СФРЈ грађанин може и да се не изјасни по овом питању

## Резултати пописа заСР Србију
| Севернобачки округ       | 211.475   |
| Средњобанатски округ     | 230.962   |
| Севернобанатски округ    | 187.179   |
| Јужнобанатски округ      | 340.189   |
| Западнобачки округ       | 220.876   |
| Јужнобачки округ         | 538.016   |
| Сремски округ            | 306.085   |
| Војводина                | 2.034.782 |
| Београд - насеље         | 1.087.915 |
| Град Београд             | 1.470.073 |
| Мачвански округ          | 338.247   |
| Колубарски округ         | 205.094   |
| Подунавски округ         | 220.930   |
| Браничевски округ        | 263.677   |
| Шумадијски округ         | 301.354   |
| Поморавски округ         | 270.474   |
| Борски округ             | 180.463   |
| Зајечарски округ         | 170.682   |
| Златиборски округ        | 335.570   |
| Моравички округ          | 229.047   |
| Рашки округ              | 282.644   |
| Расински округ           | 281.455   |
| Нишавски округ           | 394.110   |
| Топлички округ           | 121.933   |
| Пиротски округ           | 127.427   |
| Јабланички округ         | 262.531   |
| Пчињски округ            | 238.753   |
| Централна Србија         | 5.694.464 |
| Косовски округ           | 524.423   |
| Пећки округ              | 336.831   |
| Призренски округ         | 303.291   |
| Косовскомитровачки округ | 234.667   |
| Косовскопоморавски округ | 185.228   |
| Косово и Метохија        | 1.584.440 |
| УКУПНО                   | 9.313.686 |

## Напомена
1. ↑  Подаци за простор општине Малишево, укључени су у податке за Призренски округ.